# Estación de Autobús de Uithoorn
Parada de Autobús de Uithoorn es una estación de autobuses y, bajo el nombre de Estación de Uithoorn, una parada de tranvía en Uithoorn, en Países Bajos. La estación de autobuses actual se inauguró el 24 de mayo de 1998 y la parada de tranvía el 21 de julio de 2024.
A partir de 2020, la estación de autobuses se convirtió en una estación de autobuses y tranvías para la ampliación de la línea 25 del tranvía de Ámsterdam (Amsteltram). Esta se inauguró el 20 de julio de 2024 y el servicio regular comenzó un día después. La antigua estación de Uithoorn, terminal del tranvía, se denominó "Uithoorn Centrum". La parada del tranvía se encuentra en el lado norte de la estación de autobuses, conectada al carril para tranvías y autobuses. El carril bus actual se ha convertido en un carril combinado para tranvías y autobuses. Durante las obras, los autobuses circularon temporalmente fuera del carril bus y se crearon paradas y accesos temporales a la estación de autobuses. El nombre Estación de Autobús de Uithoorn se mantiene para los autobuses, mientras que para el tranvía se llama Estación Uithoorn. se puso en marcha el servicio regular.

## Historia

### Estación de autobuses Stationsstraat
Para sustituir las líneas ferroviarias de Haarlemmermeer, que registraban importantes pérdidas, el 16 de diciembre de 1935, la entonces transportista regional Maarse & Kroon inauguró la línea de autobús 3 desde Lorentzplein en Haarlem, pasando por Heemstede y Hoofddorp, hasta Aalsmeer, extendiéndose hasta Uithoorn el 1 de enero de 1939. El 15 de mayo de 1942, las líneas de autobús 6 y 7 siguieron desde Ámsterdam, pasando por Amstelveen, hasta Uithoorn y, posteriormente, hasta Wilnis y Nieuwkoop. A diferencia del tren, que solía tener una sola estación en el límite de la zona urbanizada, el autobús podía adentrarse en ella. La estación de autobuses, con varias paradas en una dirección a lo largo de la carretera, estaba situada en Stationsstraat, cerca de la Estación Uithoorn. Incluso tras la abolición del transporte de pasajeros por tren el 3 de septiembre de 1950, la estación de autobuses se mantuvo hasta su traslado a Zijdelweg.
En Zijdelweg, a las afueras del pueblo, cerca de la N196 (en Uithoorn Koningin Maximalaan), tras el aumento del número de líneas de autobús, se construyó una nueva estación de autobuses con andenes de baja pendiente en espiga y un edificio con sala de espera para pasajeros y alojamiento para el personal. Aquí, las líneas en todas las direcciones se conectaban entre sí con horarios fijos. Tras la construcción de Meerwijk, la estación de autobuses dejó de estar a las afueras del pueblo, pero tampoco en el centro.
Enfrente, en 1990, se construyó una cochera de autobuses con oficinas para los Países Bajos Centrales, que sustituyó a la antigua cochera en Stommeerweg, en Aalsmeer, en el antiguo emplazamiento del "Burgemeester Kootzwembad", llamado así en honor a Cornelis Machiel Antonius Koot, alcalde de 1935 a 1965. Esta cochera se abandonó en 2018 y se trasladó a Amstelveen. En el emplazamiento de la antigua estación de autobuses ahora hay un hotel, entre otras cosas.

### Estación de autobuses Cort van der Lindenplein
Para sustituir la antigua estación de autobuses y como parte de un nuevo proyecto de construcción, la estación se trasladó a una ubicación más céntrica en el pueblo, en Cort van der Lindenplein. La estación se encuentra en el carril bus gratuito sobre el trazado de la antigua línea ferroviaria Aalsmeer-Mijdrecht. Cuenta con 10 paradas, señalizadas con las letras A a J. Hay estaciones de carga para autobuses eléctricos.
En Cort van der Lindenplein, hay un edificio residencial en forma de L en los lados sur y este, con la entrada y los números de las casas en la parte trasera, en Marijnenlaan. En la planta baja, junto a la estación, se encuentran las instalaciones para el personal, además de una cafetería, un restaurante, un salón de belleza, un veterinario y una consulta de medicina general.

## Galería

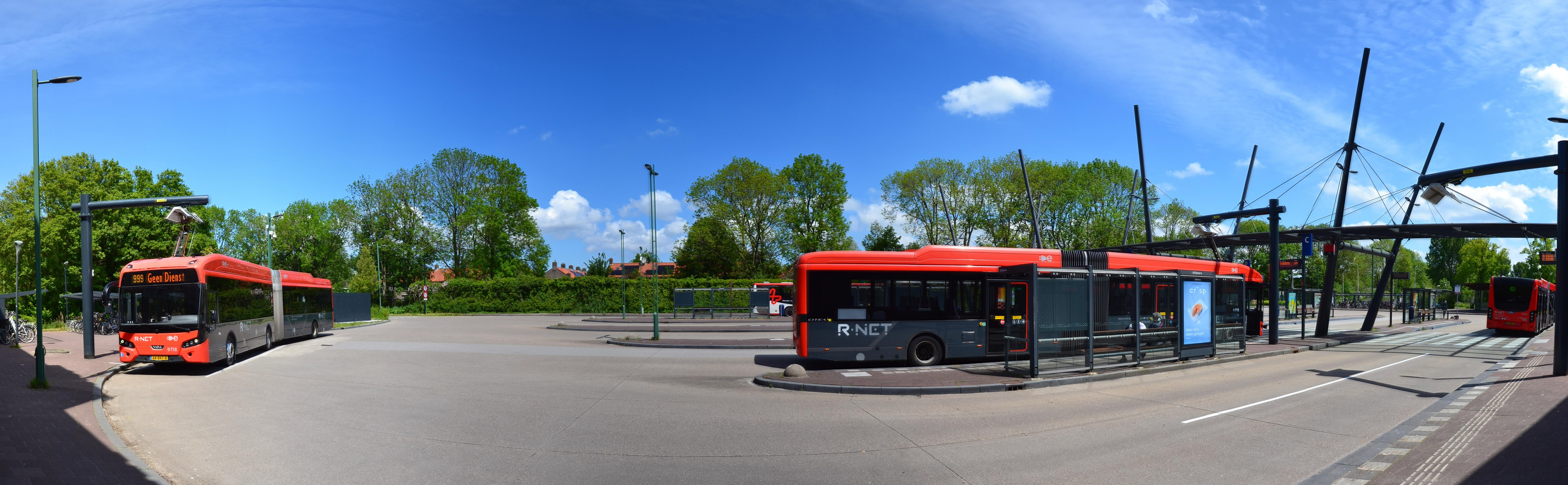
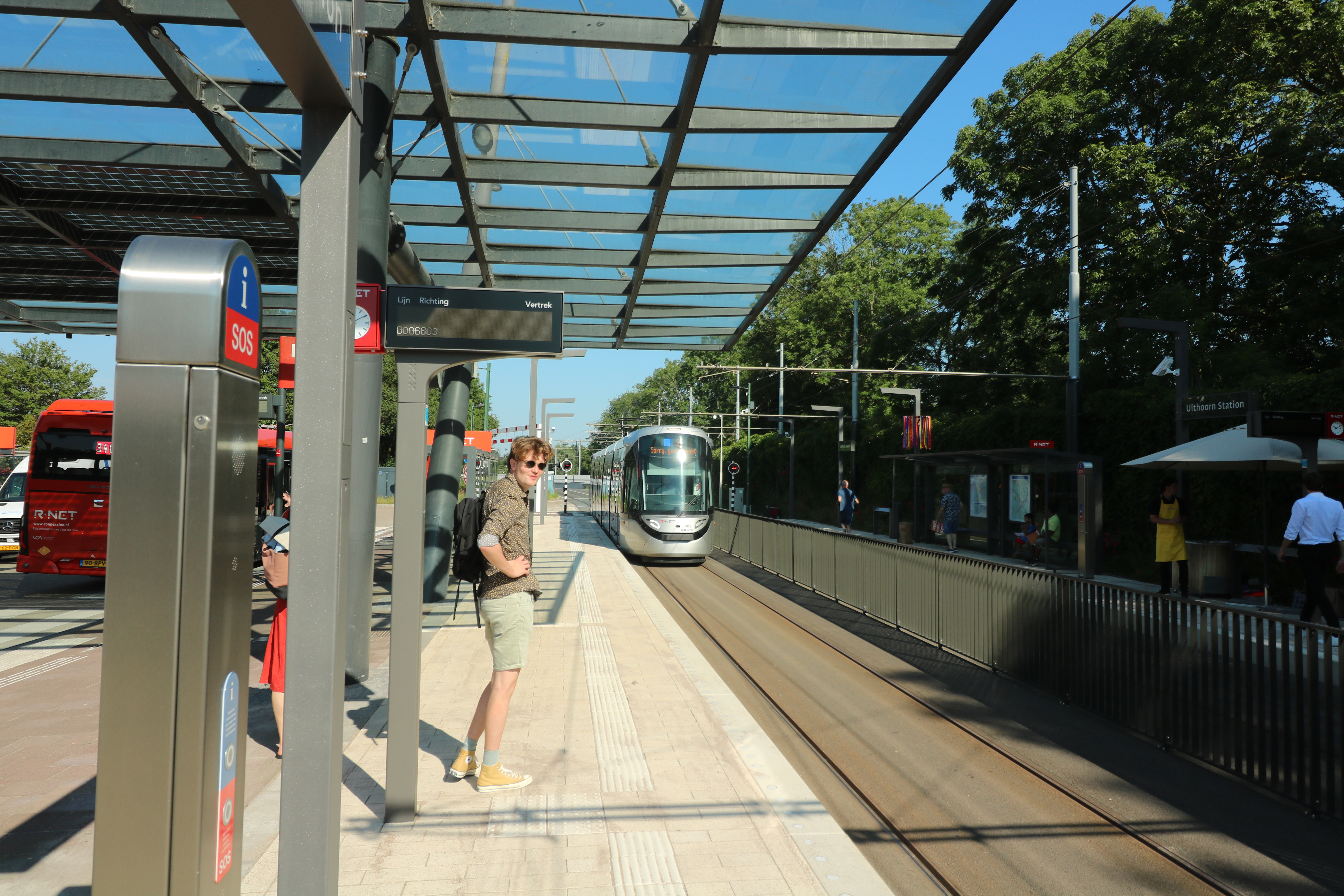
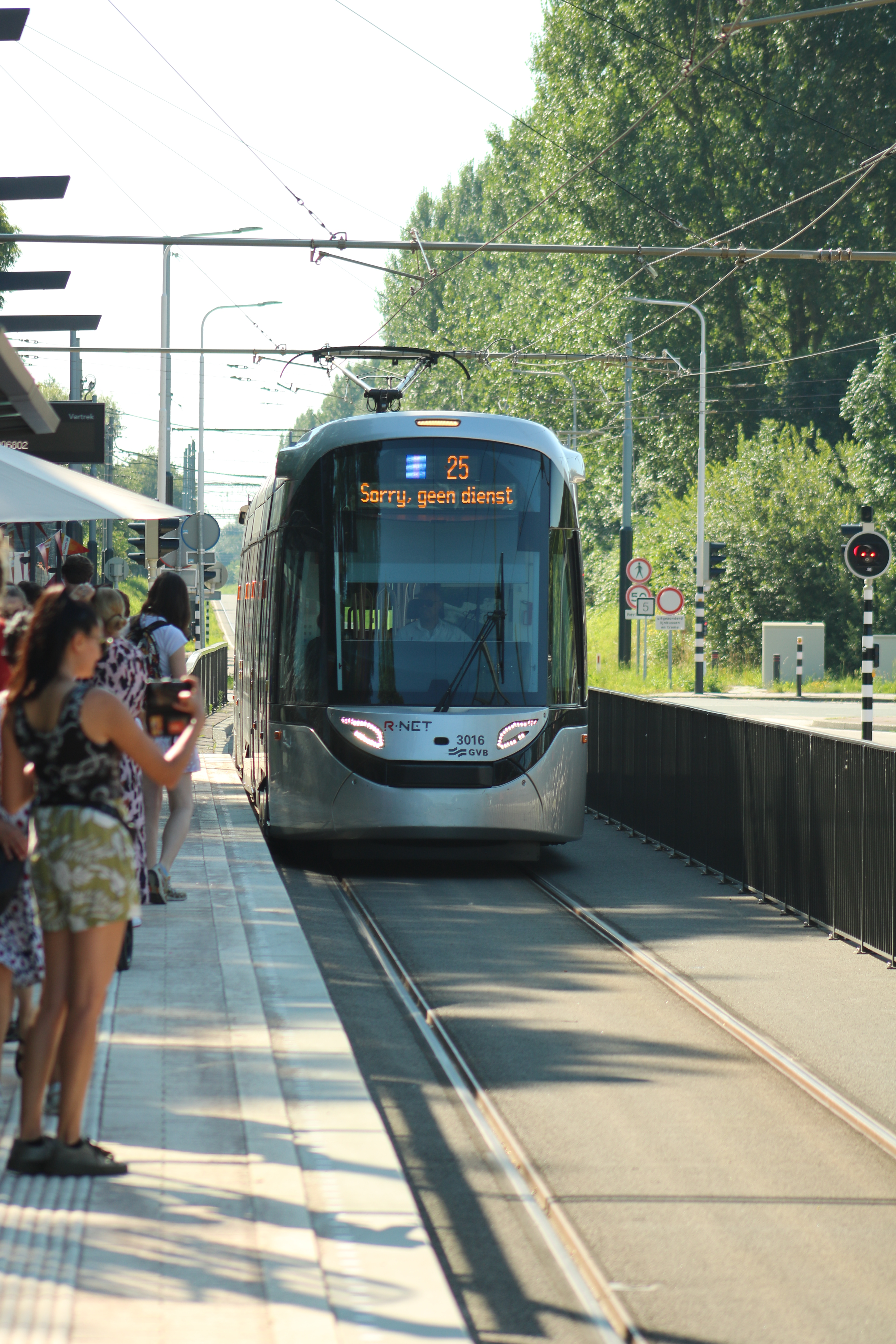
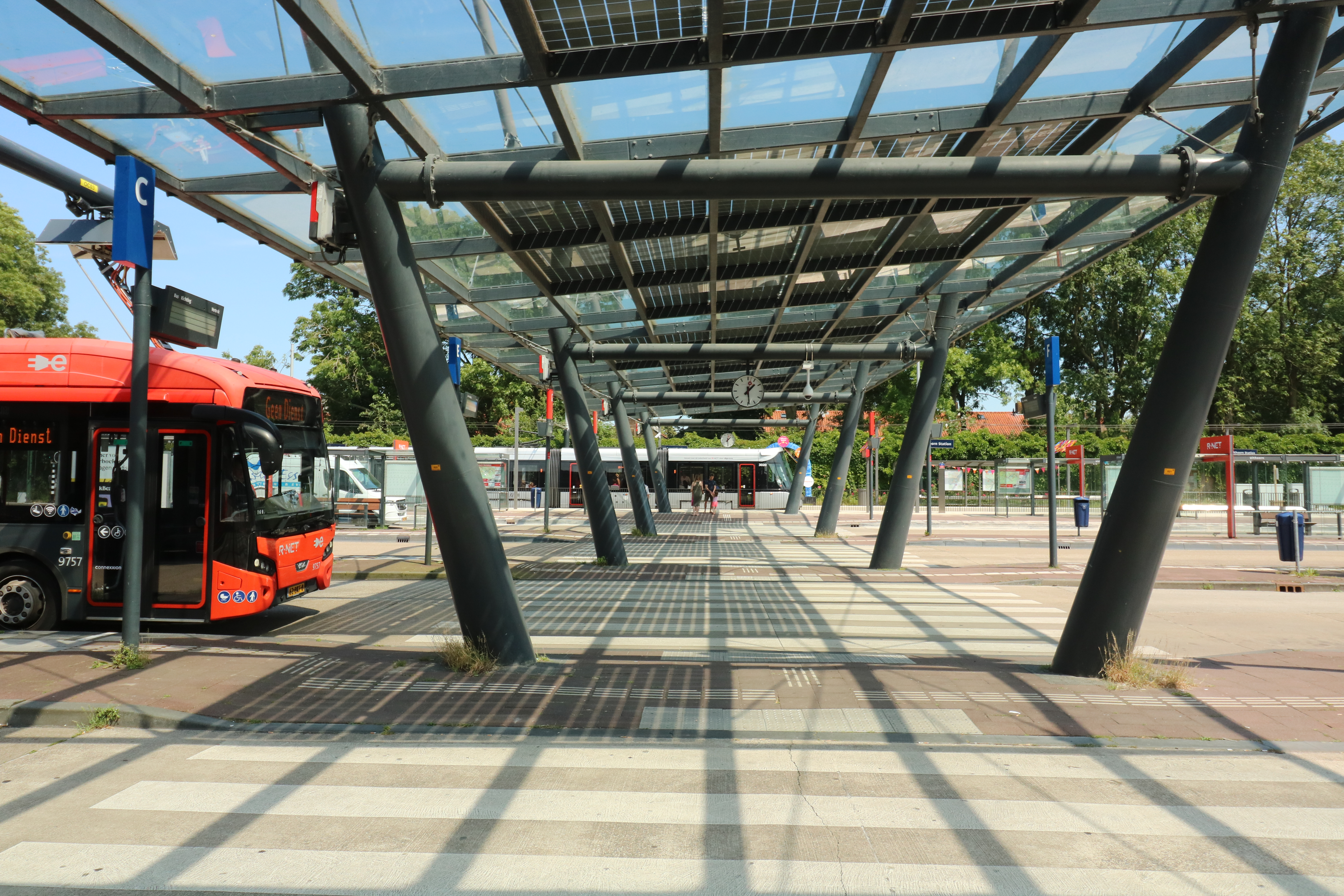